# ابن قلانسی
ابن قلانسی (۱۰۷۱–۱۱۶۰ میلادی) (عربی: ابن قلانسی، ابویعلی حمزه بن اسد بن علی بن محمد تمیمی، مورخ، ادیب و دیوان سالار دمشقی، ملقب به الرئیس الاجل، الشیخ العمید و عمیدالدین می‌باشد. کتاب وقایع نگاری دمشق اثر وی است

## شرح حال
از قبیله بنی تمیم، و از اشراف تحصیلکرده شهر دمشق بود. او در رشته ادبیات، الهیات و حقوق تحصیل کرد و ابتدا به عنوان منشی و سپس رئیس صدارت دمشق (دیوان الرسائل) خدمت کرد. او دو بار به عنوان رئیس شهر خدمت کرد، منصبی معادل شهردار.

## وقایع نگاری دمشق
وقایع نگاری او امتداد وقایع نگاری هلال بن المحسن السابع بود که سال‌های ۱۰۵۶ تا مرگ القلانیسی را در بر می‌گرفت. این وقایع نگاری یکی از معدود روایت‌های معاصر از جنگ صلیبی اول و پیامدهای فوری آن از دیدگاه مسلمانان است که آن را نه تنها برای مورخان مدرن، بلکه برای تواریخ متاخر قرن دوازدهم، از جمله علی ابن اثیر، تبدیل کرده است او همچنین شاهد محاصره دمشق در سال ۱۱۴۸ در جریان جنگ صلیبی دوم بود که با شکست قاطع صلیبی پایان یافت.
وقایع نگاری او دربرگیرنده بازه زمانی دو نسل است، نسل پدرش و نسل خودش، القلانیسی که اولین جنگ صلیبی را در سن بلوغ تجربه کرده است، اگرچه ظاهراً نه به عنوان یک مبارز. با تجزیه و تحلیل متن، همیلتون الکساندر روسکین گیب اولین مترجم انگلیسی او، به این نتیجه می‌رسد که القلانیسی اطلاعات خود را هم از شاهدان عینی و هم از اسناد استخراج کرده است، واقعیتی که با توصیف خود القلانیسی از شیوه عمل خود تقویت شده است. در نتیجه کار دقیق القلانیسی، یکی از ویژگی‌های اصلی که گیب به آن اشاره کرده است، دقت گاه‌شماری وقایع است که او حتی روز هفته را برای آن پیشنهاد می‌کند.
گیب مطالب مربوط به دوره ۱۰۹۷–۱۱۵۹ را که در سال ۱۹۳۲ منتشر کرد، از وقایع نگاری استخراج و به انگلیسی ترجمه کرد.